# ランカシャー
ランカシャー（英語: Lancashire、[ˈlæŋkəʃər, ˈlæŋkəʃɪər] 現地発音: [ˈɫaŋkɪʃə(ɻ)]）は、イングランド北西部にある典礼カウンティ。ランカシャー州（the county of Lancashire、Lancashire county）と呼ぶこともある。北でカンブリアと、東でノース・ヨークシャーおよびウェスト・ヨークシャーと、南でグレーター・マンチェスターおよびマージーサイドと隣接し、西はアイリッシュ海に臨む。
面積は3,079平方キロメートル、人口は約150万人。主要都市としてプレストン、ブラックプール、ブラックバーン、ランカスターが挙げられる。地方行政上は非大都市圏カウンティに分類され、12の地区（ディストリクト）とブラックバーン・ウィズ・ダーウェンおよびブラックプールのふたつの単一自治体からなる。かつてはグレーター・マンチェスター北部やマージーサイド、カンブリアのファーナスおよびカートメル半島、チェシャーの一部もランカシャーの一部であった。一方、ボウランドの森の東部はのちにランカシャーに編入された部分である。
西部は平坦な海岸平野が広がる一方、東部はペナイン山脈の丘陵となっている。アーンサイド・アンド・シルバーデールとボウランドの森の2つの特別自然美観地域があるほか、リブル・アンド・オルト・エスチュアリーズ国立自然保護区といった保護地域も設定されている。主要な河川として、北からルーン川、ワイア川、リブル川が挙げられる。いずれも西へ流れ、アイリッシュ海にそそぐ。州内の最高地点は北東部のグラガレスもしくはグリーン・ヒルで、いずれも標高は628メートルほどである。
ランカシャーは12世紀に成立した。1086年のドゥームズデイ・ブックでは、この地域はヨークシャーもしくはチェシャーの一部として扱われている。1351年には王権州となり、なかば独立した司法制度を確立したが、前近代のあいだは比較的貧しい後進地域であった。しかし産業革命により急速に工業化し、1974年までランカシャーに所属していたリバプール（のちマージーサイド）は一大港湾都市として、マンチェスター（のちグレーター・マンチェスター）とその周辺地域は繊維産業の中心地として発展した。ランカシャー炭田も開発され、多くの炭鉱が開発された。1971年には人口511万8405人を記録し、グレーター・ロンドンに次いでイギリスで2番目に人口の多いカウンティとなった。
ランカシャーの州章には、薔薇戦争のランカスター家に縁のある赤薔薇があしらわれている。

## 歴史

### 古代・中世

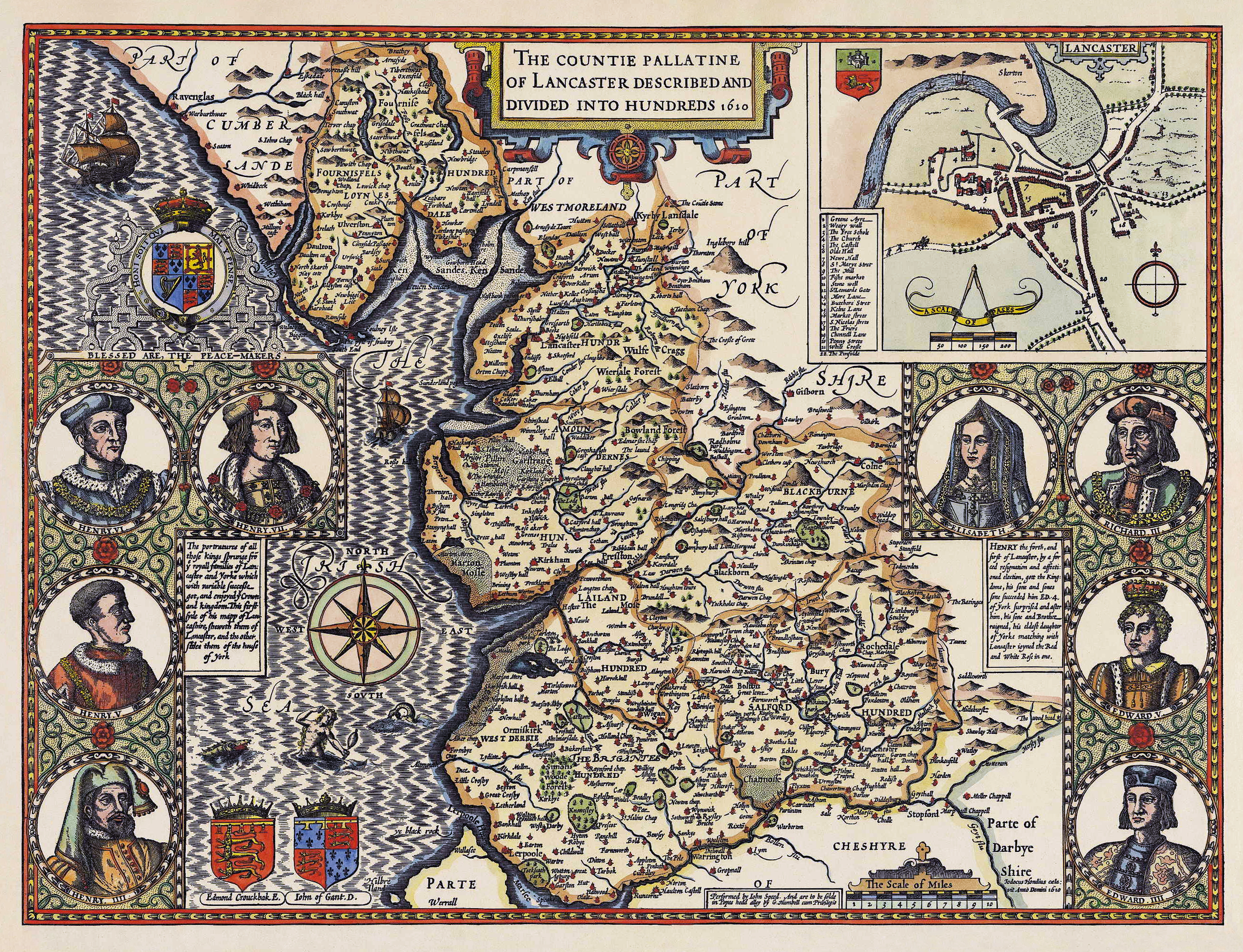
1610年のランカシャーの地図（ジョン・スピード作）

古代ローマ時代、この地域はブリガンテス族の縄張りの一部で、そのなかに点在するローマの城砦からマンチェスターやランカスター、リブチェスター、バーロウ、エルスラック、カッスルショウなどの町が発展した。410年にローマ帝国がブリタニアから撤退すると、数世紀にわたってブリトン人のレゲド王国の版図となったが、8世紀なかばにリブル川を境として北側がアングロサクソン人のノーサンブリア王国、南側がマーシア王国の領土となった。その後、10世紀にイングランド王国領となった。
カウンティとしてのランカシャーは1182年に設立され、当時はカンバーランド、ウェストモーランド、ヨークシャー、チェシャーと隣接していた。州内はアマウンダネス、ブラックバーン、レイランド、ロンズデール、サルフォード、ウェストダービーの各村落 (hundred) からなった。ロンズデールはさらに、ファーネスやカートメルを含むロンズデールノースとロンズデールサウスに分かれていた。

### 近代
ヴィクトリア朝時代に入ると、たびたび地方行政改革の対象となった。1889年には行政カウンティとしてのランカシャーが、従来のカウンティの大部分をカバーする形で設立された。バロー＝イン＝ファーネス、ブラックバーン、ボルトン、ブートル、バーンリー、ベリー、リバプール、マンチェスター、オールダム、プレストン、ロッチデール、サルフォード、セント・ヘレンズ、ウィガンの各特別市 (county borough) は州議会の管轄から外れたが、行政カウンティとともにランカシャーの地方長官 (Lord-Lieutenant) の統治を受けることとされた。マンチェスターがマージー川南岸のウィゼンショウをランカシャーから編入するなど、特別市が拡大を続けるたびにランカシャーも拡大を続けたが、ヨークシャーとの州境が町の中心部を通るトッドモーデンの西部を編入することはなかった。
20世紀に入ると州内は都市化が進み、ウォリントン（1900年）、ブラックプール（1904年）、サウスポート（1905年）が相次いで特別市となった。マンチェスター地域の州境は複雑化し、オールダム特別市とウェスト・ライディング・オブ・ヨークシャーに囲まれたリーズ市街地区など、行政カウンティの飛び地も生まれるようになった。古くからランカシャーのカウンティ・タウン（州都）であったランカスターも、1937年にシティ・ステータスを得た。
人口は1961年に2,280,359人を記録し、ロンドンを除いて最も人口の多い行政カウンティとなった。1971年の国勢調査では、特別市を加えた人口が5,129,416人に達し、イギリスで最も人口の多いカウンティとなった。

### 現代

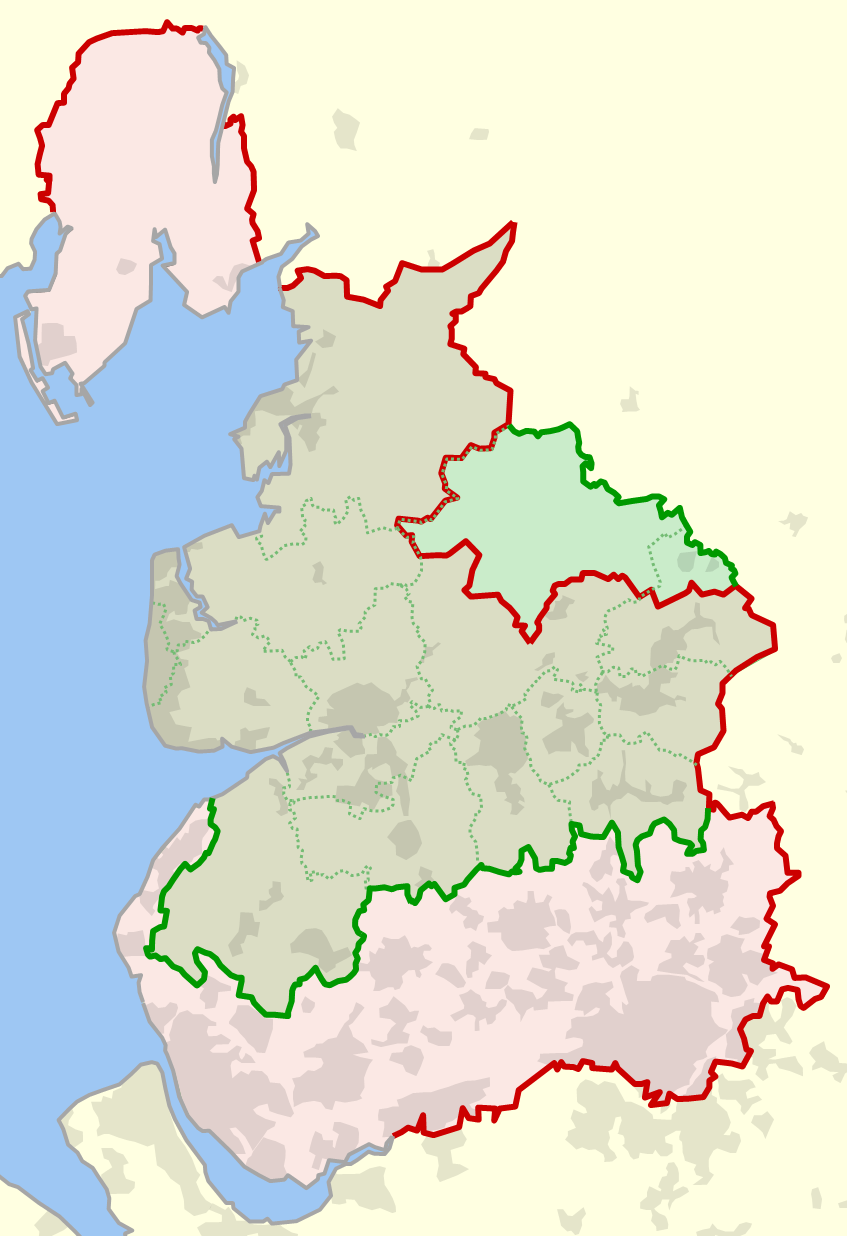
歴史的カウンティのランカシャー（赤）と典礼カウンティのランカシャー（緑）

1974年4月1日、1972年地方自治法が施行され、行政カウンティとしてのランカシャーの南部は新設されたマージーサイドとグレーター・マンチェスターという2つの都市カウンティとなった。ウィドネスとウォリントンはどちらの都市カウンティに編入されることもなかったが、ランカシャーに留まることもなく、チェシャーに移管された。北部では、ファーネスの飛び地がカンブリアに編入された。また、ウェスト・ライディング・オブ・ヨークシャーからバーノルズウィックとアービーの市街地区およびボウランド地方自治区、それにスキップトン地方自治区内のブレイクウェル・アンド・ブログデン教区とソルターフォース教区を編入した。
1994年には、マージーサイドのノウズリーの管下にあったサイモンズウッド教区が州内のウェスト・ランカシャーに編入された。1998年にはブラックプールとブラックバーン・ウィズ・ダーウェンが単一自治体となり、非都市カウンティとしてのランカシャーから分立したが、典礼カウンティとしてのランカシャーには留まっている。

## 地理

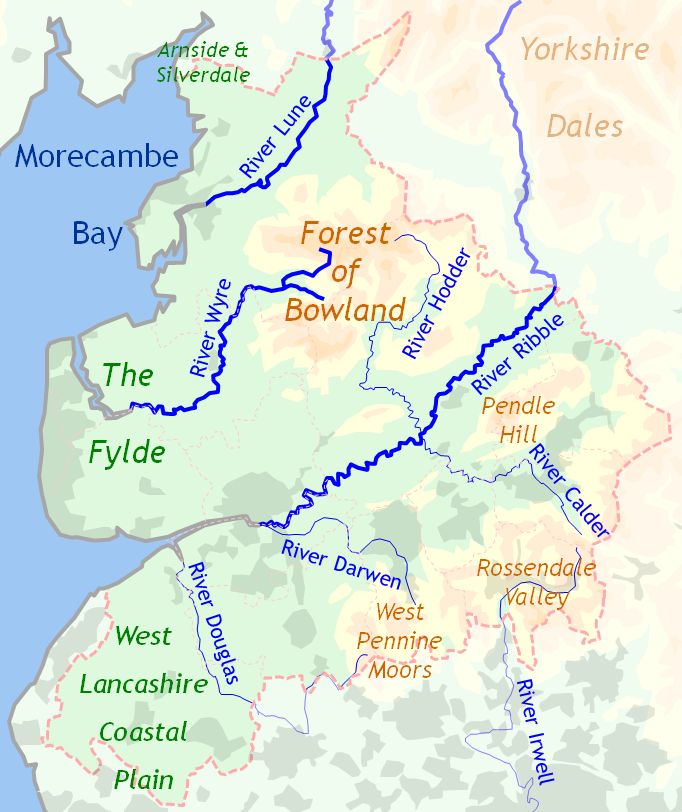
ランカシャーの地形図

州内にはリブル川、ワイア川、ルーン川の3つの主要河川があり、いずれも西流してアイリッシュ海にそそいでいる。ワイア川は州内のボウランドに水源があり、州内で水系が完結するが、リブル川とルーン川はそれぞれノース・ヨークシャーとカンブリアに水源がある。そのほかの河川としてカルダー川、ダーウェン川、ダグラス川、ホッダー川などがあるが、ほとんどがリブル川の支流である。マンチェスターを流れるアーウェル川の水源もランカシャーにある。
州西部はリブル川河口部を境として、北部にファイルド海岸平野、南部にウェストランカシャー海岸平野が広がる。海沿いのリゾート地を除けば大部分が農村部で、蔬菜生産が行われている。北部にはモアカム湾がある。北西部のカンブリアとの州境には、カルスト地形が広がるアーンサイド・アンド・シルバーデール国家景観やレイトン・モス国立保護区がある。
州東部はペナイン山脈に至る丘陵地帯で、リブル川北岸にはビーコン・フェル・カントリパークやボウランドの森国家景観が広がる。平野部では酪農やチーズの生産が、それより標高の高い土地では牧羊が盛んだが、最も標高の高い地域は耕作に向かない荒れ地である。ペナイン山脈の西ではリブル川とその支流のカルダー川が大規模な峡谷を形成しており、ペンドルヒルから一望することができる。リブル川南岸はウェスト・ペナイン荒野とロッセンデールの森で、深い渓谷にあるこの地域の町はかつて綿紡績で栄えた。ランカシャー炭田は主に現在のグレーター・マンチェスターに位置するが、マージーサイドや州内のオームズカーク、チョーリー、バーンリー、コーンにも広がっている。
典礼カウンティとしてのランカシャーの最高地点はワーンサイド近郊のグラガレスで、標高は627メートルである。一方、歴史的カウンティとしてのランカシャーの最高地点は、湖水地方にあるコニストン・オールド・マンで、標高は803メートルである。

## 交通

### 道路

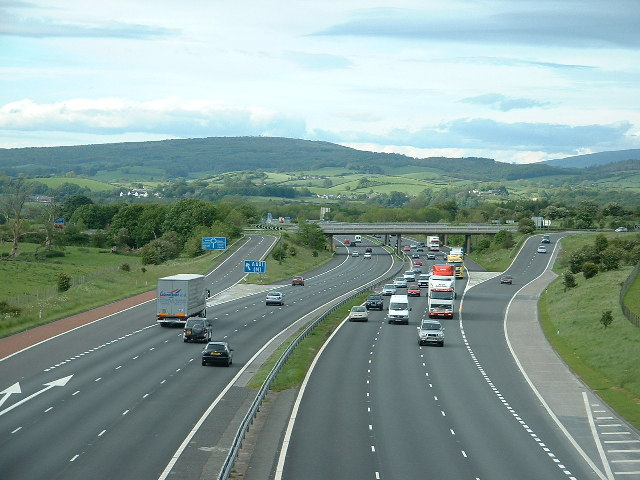
カーンフォース近くを通るM6高速道路

ランカスターやプレストンを経て南北に通るM6高速道路がランカシャーの大動脈である。このほか、プレストンとブラックプール間の18.3キロメートルをM55が結んでいる。M65高速道路はコーンからバーンリー、アクリントン、ブラックバーンを経てプレストンに至る。M61はプレストンからチョーリーを経てマンチェスターへ、M66もエデンフィールド近郊からマンチェスターへ向かう。M62はペナイン山脈の横断道路である。州の南端では、ウィガン近郊のM6からスケルマーズデールを経由してリバプールに至るM58が通る。
そのほかの主要道路として、マージーサイドのリバプールからオームズカーク、プレストン、クリザローを経由してノース・ヨークシャーのスキップトンに至るA59、リバプールからサウスポートへ至るA565、ラムズボトムからハズリンデンを経てパディアムに至るA56、カーカムからフリートウッドに至るA585、ブラックバーンの北のA59からダーウェンを経てボルトンに至るA666、ヘイシャムからランカスターを経てカークビー・ロンズデールに至るA683がある。
州内の主要な町村や近隣のカウンティのあいだを運行するバス会社として、下記の企業が挙げられる。
- ステージコーチ・マージーサイド・アンド・サウスランカシャー
- ステージコーチ・カンブリア・アンド・ノースランカシャー
- ステージコーチ・マンチェスター
- ゴー・ノースウェスト
- プレストン・バス
- ダイアモンド・ノースウェスト

### 鉄道
ロンドンとグラスゴーを結ぶウェスト・コースト本線が州内を通り、プレストンやランカスターに駅が置かれている。東西を連絡する路線として、ブラックプールからライサム、プレストン、ブラックバーン、アクリントン、バーンリーを経てコーンに至るイーストランカシャー線が挙げられる。リブルバレー線はボルトンからダーウェン、ブラックバーンを経由してクリザローに至る。このほか、プレストンからオームズカークやボルトンに至る路線、ランカスターからモアカム、ヘイシャム、スキップトン方面に至る路線がある。

### 空港
マンチェスター空港がこの地域の中心となる空港である。リバプール・ジョン・レノン空港も近くにあるが、ペンドル地区はリーズ・ブラッドフォード空港のほうが近い。ブラックプール空港は国内・国際線とも定期便は就航していないが、練習機やプライベート機、救急輸送機などの利用がある。
プレストン近郊にあるウォートン飛行場は、BAEシステムズの組み立ておよびテスト工場となっている。

### 船舶
ヘイシャムからアイルランドおよびマン島に定期船が出ている。産業革命時代の名残で運河のネットワークが広範にめぐらされており、一部は近隣のカウンティにまでおよんでいる。主要な運河としてリーズ・リヴァプール運河、ランカスター運河、サンキー運河、ブリッジウォーター運河、ロッチデール運河、アシュトン運河、マンチェスター・シップ運河が挙げられる。

## スポーツ

### クリケット
ランカシャー・カウンティ・クリケット・クラブはカウンティ・クリケットチームの強豪で、特にワンデー方式のゲームに強い。クリケットイングランド代表のジェームズ・アンダーソンやジョス・バトラーが所属している。1864年から一貫して、トラフォードのオールド・トラッフォード・クリケット・グラウンドを本拠地としている。
州内のクリケットリーグにはランカシャー・リーグ、中部ランカシャー・リーグ、北部ランカシャー・カンブリア・リーグがある。

### サッカー
ランカシャーにおけるサッカーは、ランカシャー州サッカー協会が統轄するが、その管轄区域は他州のサッカー協会と同様、おおむね歴史的カウンティに沿ったものである。しかし、グレーター・マンチェスターとマージーサイドはそれぞれマンチェスター・サッカー協会とリバプール・カウンティ・サッカー協会が統轄している。
1888年にイングリッシュ・フットボールリーグが創設された当時、ランカシャーは強豪ぞろいであった。これは、マンチェスターで開催された会議でリーグの名称が正式に決まったことにもあらわれている。創設メンバーの12クラブのうち、アクリントンFC、ブラックバーン・ローヴァーズFC、ボルトン・ワンダラーズFC、バーンリーFC、エヴァートンFC、プレストン・ノース・エンドFCの6つがランカシャーのクラブであった。
2001年にはプレストンのディープデイルに国立サッカー博物館が開館したが、2012年にマンチェスターに移転している。
2023 - 24シーズン現在、州内には下記の7つのプロチームがある。
- プレミアリーグ - なし
- EFLチャンピオンシップ - ブラックバーン・ローヴァーズFC、バーンリーFC、プレストン・ノース・エンドFC
- EFLリーグ1 - ブラックプールFC
- EFLリーグ2 - アクリントン・スタンリーFC、フリートウッド・タウンFC、モアカムFC

このうち、ブラックバーン・ローヴァーズとバーンリーの対戦はイースト・ランカシャー・ダービー、ブラックプールとプレストン・ノース・エンドの対戦はウェスト・ランカシャー・ダービーとそれぞれ呼ばれる。
エヴァートンFC、リヴァプールFC、マンチェスター・シティFC、マンチェスター・ユナイテッドFCなどは歴史的カウンティとしてのランカシャーのクラブではあるが、今日の典礼カウンティとしてのランカシャーからは外れている。

### ラグビー
ヨークシャーやカンバーランドと並び、ランカシャーはラグビーリーグの殿堂と認識されている。州内からはセント・ヘレンズRFC、ウィガン・ウォリアーズ、ウォリントン・ウルブズ、オールダムRLFC、サルフォード・レッドデビルズ、ウィドネス・バイキングズなど、多くのそうそうたるクラブが生まれた。1895年から1970年までランカシャー・リーグが、1993年までランカシャー・カウンティ・カップがそれぞれ開催され、また1895年から2003年まで89回行われたランカシャーとヨークシャーの代表チームの対戦は「薔薇戦争ラグビー・リーグ」と呼ばれた (Rugby League War of the Roses) 。今日の典礼カウンティの域内で活動しているチームにはブラックプール・パンサーズ、イースト・ランカシャー・ライオンズ、ブラックプール・シー・イーグルスなどが挙げられる。